# Загорский, Владимир Антонович
Владимир Антонович Загорский (1902-1953) — старшина Рабоче-Крестьянской Красной армии, участник Великой Отечественной войны, полный кавалер ордена Славы.

## Биография
Владимир Антонович Загорский родился в 1902 году в Москве. Окончил начальную школу. До призыва в армию проживал и работал в Коми АССР. В 1943 году был призван на службу в Рабоче-Крестьянскую Красную Армию и направлен на фронт Великой Отечественной войны. Участвовал в обороне Ленинграда, в том числе в операции «Искра», боях на Карельском перешейке, освобождении Прибалтики, боях в Восточной Пруссии. К лету 1944 года Загорский командовал 45-миллиметровым орудием истребительно-противотанкового артиллерийского батальона 340-го стрелкового полка 46-й стрелковой дивизии.
Первую награду получил на Ленинградском фронте. Командир 340 стрелкового полка наградил медалью «За отвагу» красноармейца - командира орудия батареи 45 мм пушек Загорского Владимира Антоновича, 

за то что 31 марта 1944 года, при прорыве сильно укреплённой полосы противника на реке  Многа Ленинградской области, в районе деревни Анисимово, под сильным артиллерийско-миномётным и пулемётным огнём продвигал орудие вслед за стрелковыми цепями и прямой наводкой разбил один ДЗОТ, сделал два прохода в проволочном заграждении и уничтожил 8 солдат противника.— 
28 июня 1944 года при наступлении к северу от Выборга артиллеристы уничтожили 2 дзота и до 10 финских солдат, а также подавил огонь 4 пулемётных точек. За это 6 июля 1944 года Загорский был награждён орденом Славы 3-й степени.
19 сентября 1944 года на подступах к городу Пылтсамаа Эстонской ССР расчёт Загорского уничтожил 6 пулемётных точек и подавил огонь противника в трёх укреплённых домах. В общей сложности в тот день они уничтожили до 20 немецких солдат и офицеров. За это 12 октября 1944 года командир расчёта был награждён орденом Славы 2-й степени.
14-15 января 1945 года в боях к северу от города Пултуска в Польше Загорский со своими бойцами уничтожил 4 пулемётные точки, до 20 солдат противника и штурмовое орудие. При дальнейшем продвижении вперёд к городу Цехануву артиллеристы уничтожили более 10 вражеских солдат. За эти боевые отличия Указом Президиума Верховного Совета СССР от 10 апреля 1945 года младший сержант Владимир Антонович Загорский был удостоен ордена Славы 1-й степени.
На завершающем этапе войны Загорский стал исполняющим обязанности командира огневого взвода и получил звание старшины. В боях под городом Штеттином вверенное ему подразделение уничтожило 5 огневых точек и захватило в плен более 40 вражеских солдат и офицеров. За это командир взвода получил орден Отечественной войны 2-й степени.
После окончания войны Загорский был демобилизован. Проживал в Москве, трудился грузчиком на фабрике «Заря свободы». Скончался 10 ноября 1953 года.

## Награды
- Орден Отечественной войны II степени (19.05.1945)[2]
- Полный кавалер ордена Славы:
  - орден Славы I степени (10.04.1945)[3];
  - орден Славы II степени (12.10.1944)[4];
  - орден Славы III степени (6.07.1944)[5];
- медали, в том числе:
  - «За отвагу» (17.04.1944)[6]
  - «За оборону Ленинграда» (9.5.1945)
  - «За победу над Германией» (9 мая 1945)
  - «За взятие Берлина» (9.5.1945)